# Vinka Burić
Vinka Burić (Pula, 1974.), hrvatska pijanistica i dirigentica.
Srednje glazbeno obrazovanje stekla je u Glazbenoj školi Ivana Matetića Ronjgova u Puli, gdje je 1992. godine paralelno završila teoretski i instrumentalni odsjek – klavir u klasi prof. Marize Burić. Godine 1999. stekla je diplomu profesora glazbene kulture na Pedagoškom fakultetu u Puli, a 2007. godine je diplomirala klavir u klasi prof. Rubena Dalibaltayana na Muzičkoj akademiji u Zagrebu.
Od 1998. godine bavi se pedagoškim radom u svojstvu učitelja klavira i zborskog pjevanja u Osnovnoj glazbenoj školi Matka Brajše Rašana u Labinu. Imala je nekoliko koncertnih nastupa, a bavi se i korepeticijom.
Pohađala je brojne seminare iz klavira, dirigiranja, pedagogije, pjevanja i kompozicije. Uz osnovne aktivnosti, vodila je harmonikaški orkestar “Čvrčak” u OKUD-u Istra u Puli, bila korepetitor u pjevačkom zboru “Matko Brajša Rašan” iz Pule, obavljala dužnost korepetitora i drugog dirigenta kazališnog zbora pri Istarskom narodnom kazalištu, a sada je dirigent mješovitog pjevačkog zbora "Rondo Histriae" iz Pule, s kojim je 2008. godine na natjecanju mješovitih zborova u Banskoj Bystrici, Slovačka osvojila "Zlatnu lentu", a na "Mokranjčevim danima" u Negotinu, Srbija osvojila prvo mjesto.